# 梨熟
梨熟是朝鮮傳統甜品花菜的一種，以沙梨、花椒、薑、蜂蜜或糖為材料，加水煮熟而成，這也是梨熟的名稱由來。梨熟本為朝鮮宮廷料理，直至二十世紀中期才流傳到民間。把梨子去皮後切片或以全梨去煮皆可。煮之前要在每片梨上嵌入三至五顆花椒。如以全梨製作，多會選用果肉較硬、味較酸的秋子梨（Pyrus ussuriensis），成品稱為香雪膏（향설고）。梨熟通常在夏季或中秋節食用。
由於梨熟和另一種朝鮮傳統甜品水正果（수정과）的製法相似，因此也稱為梨水正果（배수정과，為固有詞）。由於梨熟味道清甜且製法簡單，在韓國很受歡迎，除了作為甜品外，也有食療功用。

## 製作方法
把切片的梨子放入加有薑片、糖或蜂蜜的熱水裡以中火煮，煮熟後拿開薑片，然後把梨和水一同舀進碗裡，再灑上松子，亦可再加入柚子汁食用，若冷吃的話則在拿開薑片後把梨和水放進冰箱內或以冰塊鎮涼，吃前才加松子。

## 功效
梨熟可作藥膳。梨子能利尿，亦可緩和胃潰瘍、便秘，對膽、解熱、咳嗽等方面具有顯著療效，而梨為強鹼性食品，可使血液維持中性，亦可作日常保健和預防成人病。溫性的生薑可促進血液循環，使手腳和身體保持溫暖，並且促進胃腸作用，有利於消化和預防腹痛、腹泄病，生薑煮茶飲用在冬季亦可有效預防感冒，對普通感冒亦有一定療效。

## 外部連結
- （英文）梨熟食譜